# Gönül Eğlence

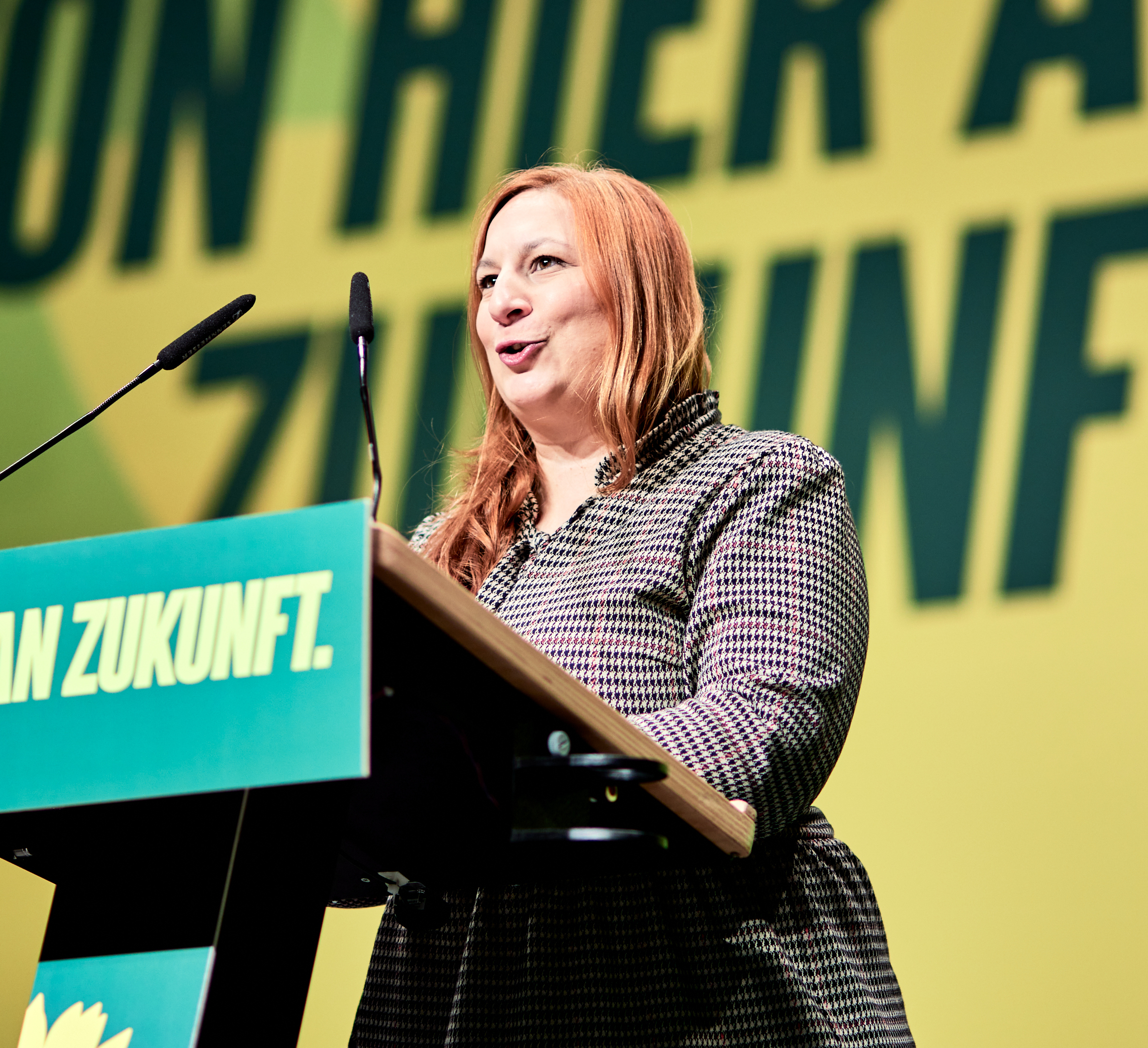
Gönül Eğlence bei der Landesdelegiertenkonferenz der Grünen NRW in Siegen (2021)

Gönül Eğlence (* 11. März 1979 in Detmold) ist eine deutsche Politikerin (Bündnis 90/Die Grünen) und seit 2022 Mitglied des Landtages von Nordrhein-Westfalen.

## Leben und Beruf
Eğlence wurde als jüngste von vier Töchtern einer sogenannten Gastarbeiterfamilie in Detmold geboren. Sie machte ihr 1. Staatsexamen für das Lehramtsstudium an der Universität Duisburg-Essen am Standort Essen. Von 2009 bis 2018 war Eğlence bei der Grünen Alternative in den Räten NRW als Referentin für Bildung tätig, anschließend bei der Teach First Deutschland GmbH, wo sie im November 2019 Leiterin der Region West wurde.

## Politische Tätigkeit
Eğlence war von 2009 bis Oktober 2014 erste stellvertretende Bezirksbürgermeisterin der Stadt Essen und sachkundige Bürgerin im Ausschuss für Soziales, Arbeit und Gesundheit. Danach war sie bis September 2020 sachkundige Bürgerin im Ausschuss für Kultur und Sport. Von 2012 bis Dezember 2020 war Eğlence Vorstandssprecherin der Grünen in Essen. Bei der Landtagswahl in Nordrhein-Westfalen 2012 erreichte sie im Wahlkreis Essen III 9,8 % der Erststimmen, womit sie nicht an den Kandidaten der CDU und SPD vorbeiziehen konnte und somit den Einzug in den Landtag verpasste.
Von April 2014 bis Juni 2018 war sie Mitglied des Landesvorstands von Bündnis 90/Die Grünen Nordrhein-Westfalen. 2015 kandidierte Eğlence bei der Oberbürgermeisterwahl in Essen, schied jedoch mit 7,5 % im ersten Wahlgang aus. Bei der Bundestagswahl 2017 befand sie sich auf Platz 19 der Landesliste NRW ihrer Partei und erreichte im Wahlkreis Essen II 5,38 % der Erststimmen. Sie verpasste jedoch den Einzug in den Bundestag.
Bei der Landtagswahl in Nordrhein-Westfalen 2022 erreichte sie im Wahlkreis Essen II 12,9 % der Erststimmen und landete damit erneut hinter den Kandidaten der CDU und SPD. Über Platz 19 der Landesliste gelang ihr dennoch der Einzug in den Landtag. Im August 2022 wurde sie zu einer der stellvertretenden Vorsitzenden der Grünen-Landtagsfraktion gewählt, zudem ist sie Sprecherin ihrer Fraktion für Migration und Teilhabe.

## Politische Positionen
Eğlence setzt sich für Bildungsgerechtigkeit, Menschenrechte und die Stärkung der Teilhabe von Menschen mit internationaler Geschichte ein. Zudem fordert sie gerechte Studienbedingungen unabhängig von der Herkunft. Weiteren Fokus setzt sie auf Bildungs- und Sozialpolitik.
Bei der Bundestagswahl 2017 setzte sie ihren Fokus vor allem auf Integrationspolitik.